# Passata (pesca)

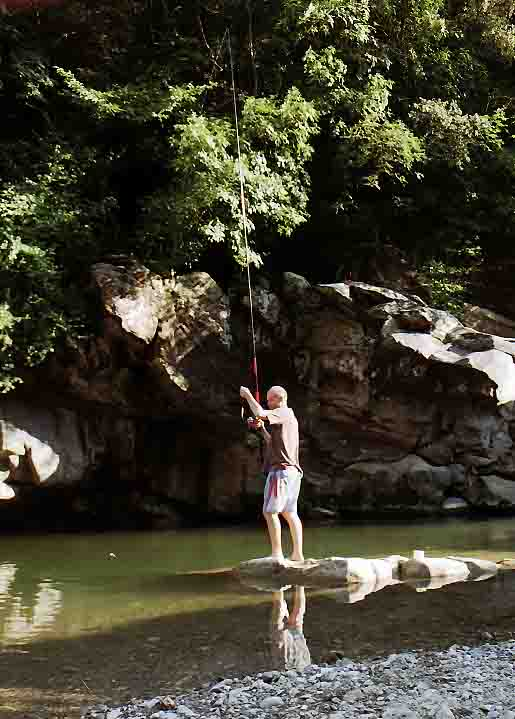
Pesca alla passata su un fiume toscano

La passata è una tecnica di pesca sportiva con la canna.

## Attrezzatura
Per la pesca a passata si può usare sia la canna fissa che la bolognese a cui è attaccata una lenza munita di galleggiante, piombini e terminante con un amo.

## Ambiente e prede
È una tecnica maggiormente utilizzata nelle acque dolci correnti per insidiare pesci quali cavedano, barbo, carpa ma può essere utilizzata anche in acque salmastre per la pesca del cefalo e della spigola soprattutto.
L'ambiente più adatto per praticare questa tecnica di pesca è quello del fiume del fondovalle o dell'alta pianura, con acque piuttosto correnti senza essere vorticose e fondo sassoso con poche piante ed ostacoli vari.

## Esche
Le esche più utilizzate vanno dal bigattino al lombrico ad altre larve ed esche animali soprattutto per la cattura di cavedani, barbi, ed altri ciprinidi più o meno predatori, per le carpe e le tinche sono più usate esche vegetali come mais, legumi e semi vari. Vengono usate anche esche come pane o formaggio Emmenthal, efficaci per molte specie di pesci.